# Rickenbacker
Rickenbacker és una de les marques més antigues de guitarra elèctrica. La firma té la seva casa central a Santa Ana, Califòrnia, i tots els seus productes es fabriquen allà. És la companyia que fabrica la major quantitat de la seva producció dins dels Estats Units, característica que determina l'alta qualitat dels productes i els seus preus.

## Fundació
La companyia va ser fundada l'any 1931 amb el nom de Rickenbacker Electro Instruments, per Adolph Rickenbacker i George Beauchamp. Més tard el nom va ser canviat a Rickenbacker.
Aquests instruments van ser sobreanomenats com "paelles", a causa dels seus llargs màstils i cossos circulars. Són considerats per alguns com les primeres guitarres elèctriques sòlides (massisses), més enllà de les quals no eren guitarres estàndard, sinó guitarres del tipus "lap-steel". Tenien pastilles enormes, amb un parell de magnets amb forma de "ferradura" que passaven sobre les cordes. Per a l'any 1939, en el qual va cessar la producció, s'havien fabricat 2.700 unitats.

## Començament
Rickenbacker va continuar especialitzant-se en guitarres de metall pels voltants del 1950, però amb el boom del rock and roll, les seves produccions van començar a incloure guitarres estàndard (acústiques i elèctriques). El 1956, Rickenbacker va introduir dos instruments de tipus "neck through body" (pal dins del cos). Aquesta construcció es va transformar en estàndard per a la companyia en els seus models Combo 400 guitar i el model 4000 de baix.
L'any 1959, Rickenbacker va introduir la sèrie "Capri", incloent-hi guitarres semiacústiques amb doble retall (cutaway), que es transformaria en la famosa Sèrie 300.
L'any 1964, Rickenbacker va desenvolupar una guitarra elèctrica de 12 cordes amb un disseny de pala innovador, que permetia col·locar les 12 clavilles en una pala de mida normal. Això es va aconseguir muntant alternadament parells de clavilles en cert angle amb les altres.

## Guitarres[calcitació]
Durant els anys 1960, Rickenbacker va obtenir un sòlid suport quan un parell dels seus models van quedar permanentment associats amb el so i la imatge del grup de rock més popular de la dècada, i probablement el més influent del Segle xx, The Beatles.
L'any 1960, el llavors desconegut John Lennon va comprar a Hamburg una Rickenbacker 325 Capri, la qual va ser usada des dels primers anys de The Beatles fins a en la famosa aparició dels Beatles en l'"Ed Sullivan Show".
Des d'aleshores, Lennon va utilitzar algunes altres variacions posteriors del model 325 com un nou exemplar (fabricat per a ell especialment) a començaments de 1964, una altra versió de 12 cordes, i una 1996 (denominació del model 325 quan era exportat a Anglaterra).
Per la seva part, George Harrison en va comprar una 425 el 1963, i el febrer de 1964, mentres els The Beatles eren a Nova York, Rickenbacker li va regalar a Harrison el segon exemplar del model 360/12 (la nova guitarra de 12 cordes). Aquest instrument es va transformar en una part clau del so de Los Beatles a l'àlbum "A Hard Day's Night" a mitjans del 1964 i va continuar sent usat per Harrison durant la resta de la seva vida. L'agost del 1965, Harrison va ser novament obsequiat amb un model 360 de 12 cordes, aquest segon exemplar era dels llavors cridats "Nou Estil" (New Style), el qual va utilitzar durant les seves gires amb el grup fins que va ser robat dels estudis d'Abbey Road l'any 1969.
Encara que no extremadament fàcil d'executar (les 12 cordes estan disposades en un diapasó de mida normal) aquest model segueix sent molt popular, ja que té una característica única, el veritable so "12 string Rick sound", un dels sons més distintius en la música rock des de 1964.
A mitjans dels anys 60 a mitjans dels 70, Paul McCartney, també dels The Beatles, va utilitzar un baix Rickenbacker model 4001s (variació del model 4001, el qual es distingeix per no tenir rivets, i marques de punt al diapasó, en lloc de les triangulars).
Altres usuaris de guitarres Rickenbacker han estat o són: Roger Mcguinn de The Byrds, Pete Townshend de The Who, John Fogerty de Creedence Clearwater Revival, Carl Wilson dels Beach Boys, Paul Kantner de Jefferson Airplane i Steppenwolf.
A començaments dels anys 70 les guitarres Rickenbacker van caure en desús, encara que no va ser així amb els baixos, els quals van formar part del so característic de la dècada. De tota manera, això no va ser per gaire temps, ja que van renéixer com a símbol de moltes bandes de New Wave i Jangle pops. Ara com ara, ja s'han convertit en un clàssic, i inclouen la seva pròpia sèrie Vintage.
Altres músics que han usat guitarres Rickenbacker són Tom Petty i Mike Campbell de Tom Petty And The Heartbreakers, James Honeyman-scott de The Pretenders, Lemmy Kilmister de Motörhead, The Edge de U2, Eddie Vedder, Paul Weller de The Jam, Peter Buck de R.E.M., Robin Zander de Cheap Trick, Johnny Marr de The Smiths, Wally Palmar, Mike Skill, i Guitza Canler de The Romantics, Dave Wakeling de The English Beat, Paul Westerberg de The replacements, Susanna Hoffs de The Bangles, Tom Gabel d'Against Me!, Lloyd Cole, Dave Gregory de Xtc, Thom Yorke de Radiohead, Ed O'brien de Radiohead, Pete Doherty i Carl Barât de The Libertines, John Kay de Steppenwolf, Marty Willson-piper de The Church, Daniel Johns de Silverchair, Daniel Kessler d'Interpol, Chris Urbanowicz d'Editors, Sherri Dupree d'Eisley, Paul Waaktaar-savoy d'a-ha, Jim Cuddy de Blue Marrada i Elliott Smith, Lleó Larregui de Zoé entre d'altres.

## Baixos
Els baixos "4000 series" van ser els primers models de baix llançats per Rickenbacker. Els 4000 van ser seguits (el 1961) pels populars 4001. Els 4002 van ser introduïts el 1977, però després discontinuat després de 100 o menys models introduïts; el 4008, un model de vuit cordes va ser introduït a mitjans dels 70. La versió més recent de baixos llançada per la companyia és la 4004 series. També es va acoblar la sèrie 4005, la qual era una versió amb cos semi-sòlid i estèticament no tènia semblança als altres baixos de la sèrie 4000, sinó més aviat a una guitarra Rickenbacker. Va ser treta de producció en els anys 80.
Els baixos Rickenbacker tenen un to particular, propi de la marca. Els baixos de les sèries 4000 estan ajustats amb una configuració neck-through per aconseguir una major prolongació de la ressonància a causa de la rigidesa de l'instrument. Una versió més barata 3000 sèries, va ser construïda des de mitjans els anys 70 fins a la meitat dels 80. Els esmentats instruments estaven construïts amb el pal cargolat al cos.

### Usuaris

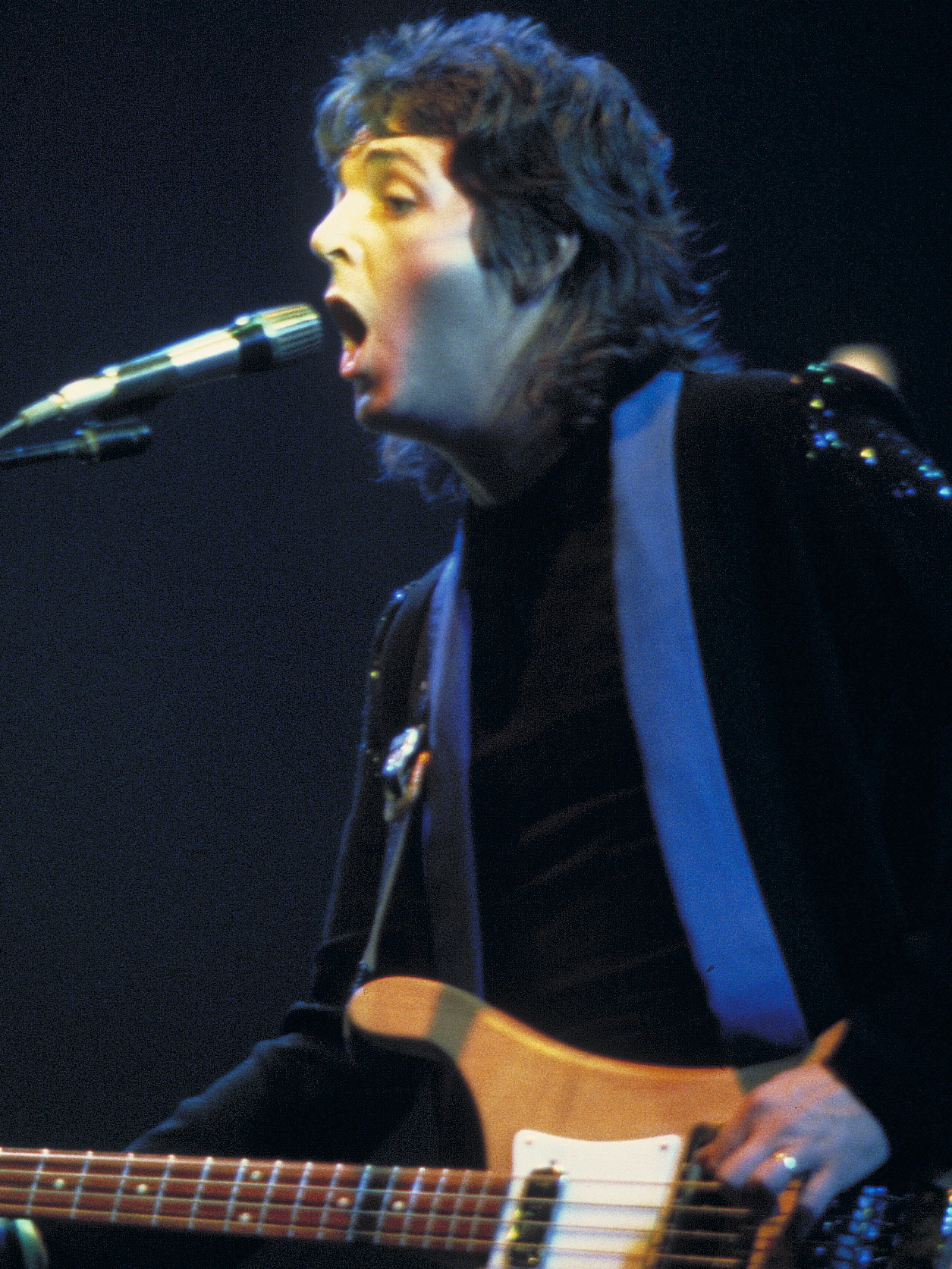
McCartney, 1976

Dos dels primers usuaris de baixos Rickenbacker van ser Paul Mccartney; potser el baixista més influent dels '60 segons tocant al grup més famós del rock, i Peter Quaife de The Kinks, que va tocar per a un dels més populars i aclamats grups de la British Invasion. McCartney va usar un 4001 S en Revolver (1966).
Respecte a l'època del rock psicodèlic, Roger Waters de Pink Floyd, va usar un baix Rickenbacker 4001 S, durant la primera etapa de la banda, amb Syd Barrett, fins a 1968, en l'època en què Barrett és reemplaçat per David Gilmour, quan comença a utilitzar una Fender Precision Bass.
En l'època del glam rock de començaments dels anys 1970, el model 4001 va ser usat per Martin Gordon.
Així, aquests baixos no van ser tan comuns entre bandes punk dels 70 i 80, encara que hi ha unes notables excepcions: Glen Matlock en els seus primers dies amb Sex Pistols, abans d'usar una Fender Precision Bass.
Bruce Foxton de The Jam tocava un Rickenbacker 4001 als dos primers àlbums de la banda (ambdós llançats el 1977). Això és degut en part a la tendència de la banda a emular el look i el so dels 60, influït per personatges com Pete Townshend i la seva identificable afinitat cap a Rickenbacker (alhora que Paul Weller també usava la seva guitarra elèctrica de la mateixa marca durant tota l'existència del grup). Foxton després passaria a executar un Fender Precision Bass. Paul Simonon de The Clash va usar un Rickenbacker negre, que va rebre com a regal de Patti Smith. Martin Gordon de Sparks va continuar usant el seu Rickenbacker 4001 en els seus dies amb Radio Stars. El seu ús va arribar fins i tot en estils com el synthpop, amb Andy Mccluskey, baixista i cantant principal d'Omd. Altres usuaris: John Taylor (duren Duren), Phil Lynott (Thin Lizzy, però després va decidir ocupar la Fender Precission Bass), Tracy Pew (Kids Next Door, The Birthday Party, Nick Cave And The Bad Seeds).
En l'actualitat diversos músics continuen usant Rickenbackers, incloent-hi a Lemmy Kilmister de Motörhead, Russell Leetch d'Editors, Bob Hardy de Franz Ferdinand, Christopher Wolstenholme de Muse, Mike H. de The Bravery, Dean Turner de Magic Dirt, Nikolai Fraiture de The Strokes, Geddy Llegeix de Rush, Mattias Bernvall de The Hives i Chris Ross de Wolfmother. Chris Joannou de Silverchair i Tim Commerford ex-Rage Against The Machine, abans amb Audioslave i de nou amb Rage Against the Machine també se'ls ha vist utilitzar-los ocasionalment. Angel Mosqueda de la banda méxicana Zoé. I Nick O'malley d'Arctic Monkeys. I no oblidar Scott Reeder en la seva època a Kyuss. El baixista Gary 'mani' Mounfield va usar un Rickenbacker 4005 en els seus dies amb The Stone Roses.

## Models notables
Alguns dels models més populars de Rickenbacker són els següents:
- 325 - Guitarra de sis cordes usada per John Lennon. Té un cos semi-buit però sense forat de so.
- 330 - Guitarra de sis cordes de cos semi-buit, amb el tradicional forat de so.
- 360 - Versió de sis cordes de luxe del model 330, amb les mateixes característiques bàsiques però amb output estèreo i banyes més arrodonides. Arxivat 2006-03-20 a Wayback Machine.
- 360/12 - Amb els mateixos atributs de luxe que el model 360 però de dotze cordes. Rickenbacker considera aquest model com "la guitarra elèctrica de dotze cordes més popular del món". Va ser famosa en els '60 per George Harrison. Arxivat 2006-03-20 a Wayback Machine. i per qui probablement és el guitarrista de dotze cordes més prestigiós de tots els temps, Roger Mcguinn.
- 620, 620/12 & 660/12 - Usats per Tom Petty i Mike Campbell, de Tom Petty And The Heartbreakers
- 1993/12 - Versió menys luxosa de exportació britànica del modelo 360/12] Pete Townshend)
- 1993/12 - Versió menys luxosa d'exportació britànica del model (360/12 Pete Townshend
- 4001 - El baix fet famós per Paul Mccartney
- 4003 - Versió de luxe de l'anterior.

### Altres guitarres
- 360/12 C 63 - Mentre que el model 360/12, com la majoria de guitarres Rickenbacker, ha estat modificat lleugerament amb el pas dels anys, el model 360/12 C 63 ha estat construït perquè el seu disseny es mantingui igual sempre, com una rèplica del model de 1963 utilitzat per George Harrison durant el període de 'A Hard Day's Night'.
- 480 - És simplement una versió 6 cordes del model 4000 de baixos.
- 600 series electric guitars (Sèrie cos sòlid)  Arxivat 2010-04-12 a Wayback Machine.
- 700 series (Sèrie acústica) Arxivat 2020-04-28 a Wayback Machine.